# Ouverture à la française
Pour les articles homonymes, voir À la française.
En musique baroque, on appelle ouverture à la française une catégorie d'ouverture dont la forme, très reconnaissable, a été mise au point par Jean-Baptiste Lully comme introduction à ses œuvres scéniques et particulièrement ses tragédies en musique.

## Structure
Cette forme musicale comprend trois sections, parfois deux seulement :
- la première, lente, solennelle et majestueuse, en notes « pointées », souvent indiquée "Grave" ;
- la seconde est un fugato plus rapide ("Vif") ;
- la troisième reprend en da capo, parfois modifié, la section initiale. Elle est régulièrement absente à partir du milieu du XVIIIe siècle (Jean-Philippe Rameau : ‘´Les Indes galantes’´)[1].

## Histoire
L'origine de cette forme remonterait au XVIe siècle, et de l'association de deux danses : pavane et gaillarde dont les caractères respectifs sont dans le même contraste.
La formule a connu un succès extraordinaire aux XVIIe et XVIIIe siècles, aussi bien parmi les compositeurs français  (Charpentier, Jacquet de La Guerre, Desmarest, Destouches, Couperin, Campra, Leclair, Rameau, Mondonville…) qu'auprès de la plupart des musiciens européens, tels  que Purcell, Georg Muffat, Bach, Haendel, Telemann etc. De façon étonnante et assez paradoxale, les opéras très italiens de Haendel (opera seria) débutent tous par une ouverture à la française, de même que ses oratorios en anglais.
L'ouverture à la française a été parfois intégrée dans des suites, soit en tant que premier mouvement (chez Charles Dieupart, Nicolas Siret...) ou à une autre place (La Lully de Jean-François Dandrieu).
C'est Georg Muffat, disciple de Lully, et musicien cosmopolite, qui assura la promotion de la suite en concert précédée d’une ouverture à la française (cf. les quinze Suites des Suavoris harmoniae instrumentalis hyperchematicae Florilegium I  (1695) et Florilegium II (1698).
Par métonymie le mot « Ouverture » peut désigner une suite dont le premier mouvement est une ouverture à la française de dimension importante. C'est le cas en particulier de nombreuses suites pour clavecin de J.S.Bach, comme le vol.II de la Clavier-Übung : Ouverture « dans le goût français », en si m, BWV 831 (Leipzig, 1735), où elle symbolise le goût français par excellence, associée et comme opposée à un Concerto italien ; ou encore dans ses quatre Suites pour orchestre (BWV 1067-70), dites justement « Ouvertüren ». J.S.Bach utilise également l'ouverture à la française dans sa musique vocale (cantate Preise, Jerusalem, den Herrn, BWV 119).
Au-delà de la forme, le style de la section lente de l’ouverture à la française est reconnaissable dans de nombreuses œuvres, associée à des signes tels que : indication Grave, caractère solennel, rythmes pointés, “fusées”… Ainsi dans le prélude monumental de la Ve des Suites pour violoncelle seul, la Variation 16 "Ouverture" des Variations Goldberg BWV 988, la fugue en Ré Majeur du Premier livre du Clavier bien tempéré de J.S.Bach - clin d'œil intéressant puisque c'est une ouverture française fuguée, sans la fugue rapide consécutive - ou, plus tard, de l’introduction (Grave) de la 8e Sonate, op.13 « Pathétique » de Beethoven.
Par sa forme comme par son caractère, l’ouverture à la française s’oppose à l’ouverture à l'italienne, dont le succès fut plus limité mais la postérité supérieure (sinfonia, symphonie…). Selon Le Cerf de la Viéville, les Ouvertures de Lully seront « nouvelles et admirables dans tous les siècles » ; les Italiens ne sont auprès d’elles que de « petits garçons » (Comparaison de la musique italienne et de la musique française, Bruxelles, 1705). Il est clair qu'ici l'auteur est précurseur de la querelle des Lullystes et des Ramistes.
Des compositeurs contemporains ont utilisé cette forme, tel Richard Dubugnon dans son Caprice no II pour orchestre (2015).